# Stanisław Drabik
Stanisław Drabik (ur. 9 września 1900 w Krakowie, zm. 20 stycznia 1971 tamże) – tenor i reżyser operowy, pierwszy polski dyrektor Opery Wrocławskiej.

## Życiorys
Był synem Michała, strażaka, i Reginy z Rumianów. Ukończył szkołę średnią i szkołę śpiewu S. Bursy w Krakowie. W latach 1917–1918 służył w armii austro-węgierskiej na froncie włoskim. Studia operowe pobierał w Warszawie (pod kierunkiem Ignacego Dygasa) oraz Mediolanie. Debiutował 17 stycznia 1920 r. partią Jontka w Halce S. Moniuszki wystawionej w Teatrze Wielkim w Poznaniu. W latach 1931–1939 występował w Operze Królewskiej w Belgradzie, a w 1932 roku wyreżyserował tam Casanovę, która była jego debiutem reżyserskim. Występował także w Zagrzebiu, Budapeszcie, Wiedniu i na wszystkich polskich scenach operowych. Jego repertuar obejmował 47 partii tenorowych, między innymi Stefana (Straszny dwór), Geralda (Lakme), Cavaradossiego (Tosca), Don Josego (Carmen) oraz tytułowych Fausta i Manru.

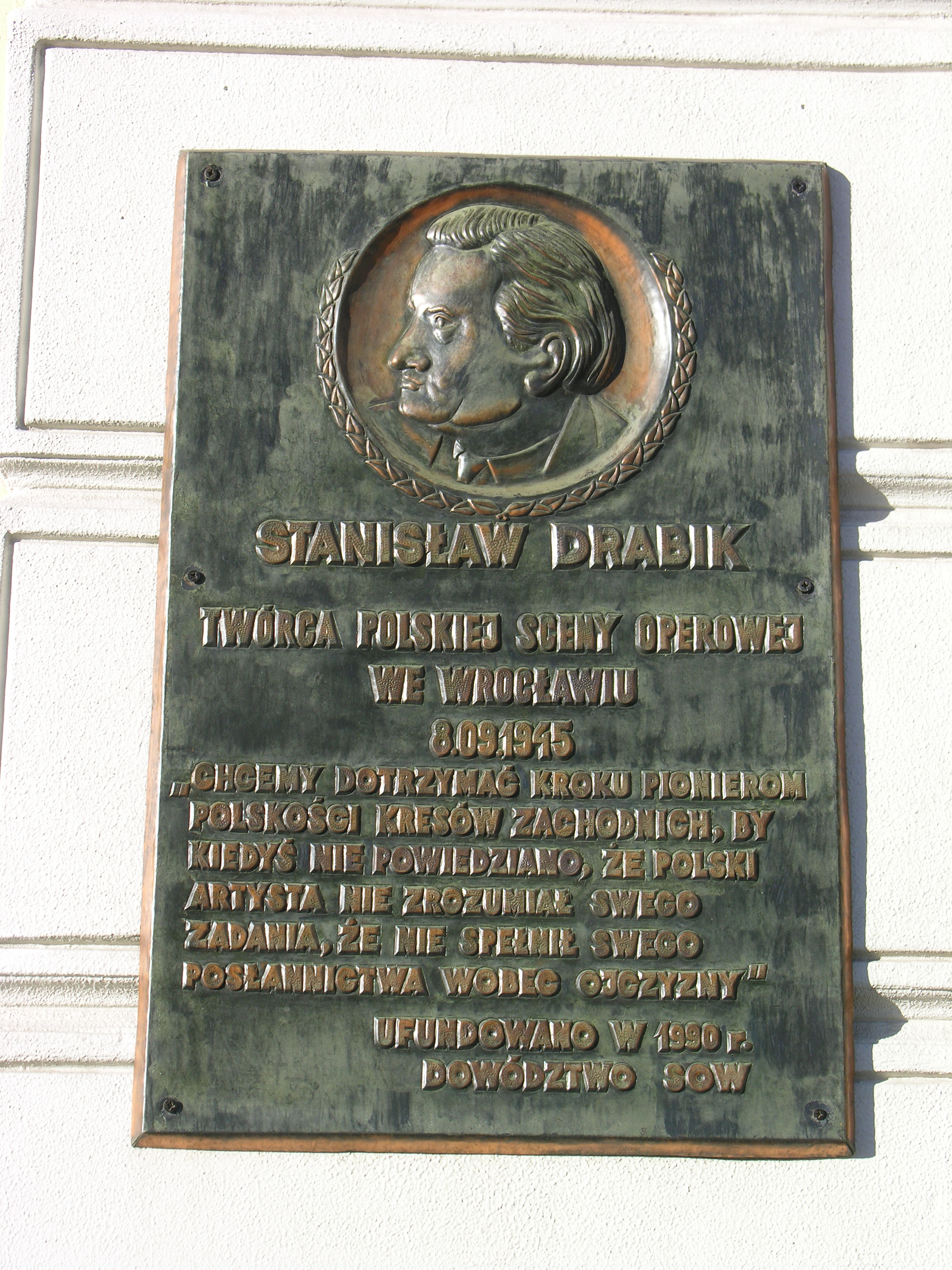
Tablica pamiątkowa we Wrocławiu

Po II wojnie światowej założył i rozwinął polską scenę operową we Wrocławiu, gdzie jako pierwszy dyrektor, kierował w latach 1945–1947 Operą Wrocławską, a w latach 1951–1952 był jej kierownikiem artystycznym. 8 września 1945 roku wystawił we własnej reżyserii (śpiewając partię Jontka) pierwszy po wojnie spektakl – Halkę, inaugurując nim działalność opery. W latach 1947–1949 zorganizował i prowadził we Wrocławiu, a od 1954 roku w Krakowie operę robotniczą.

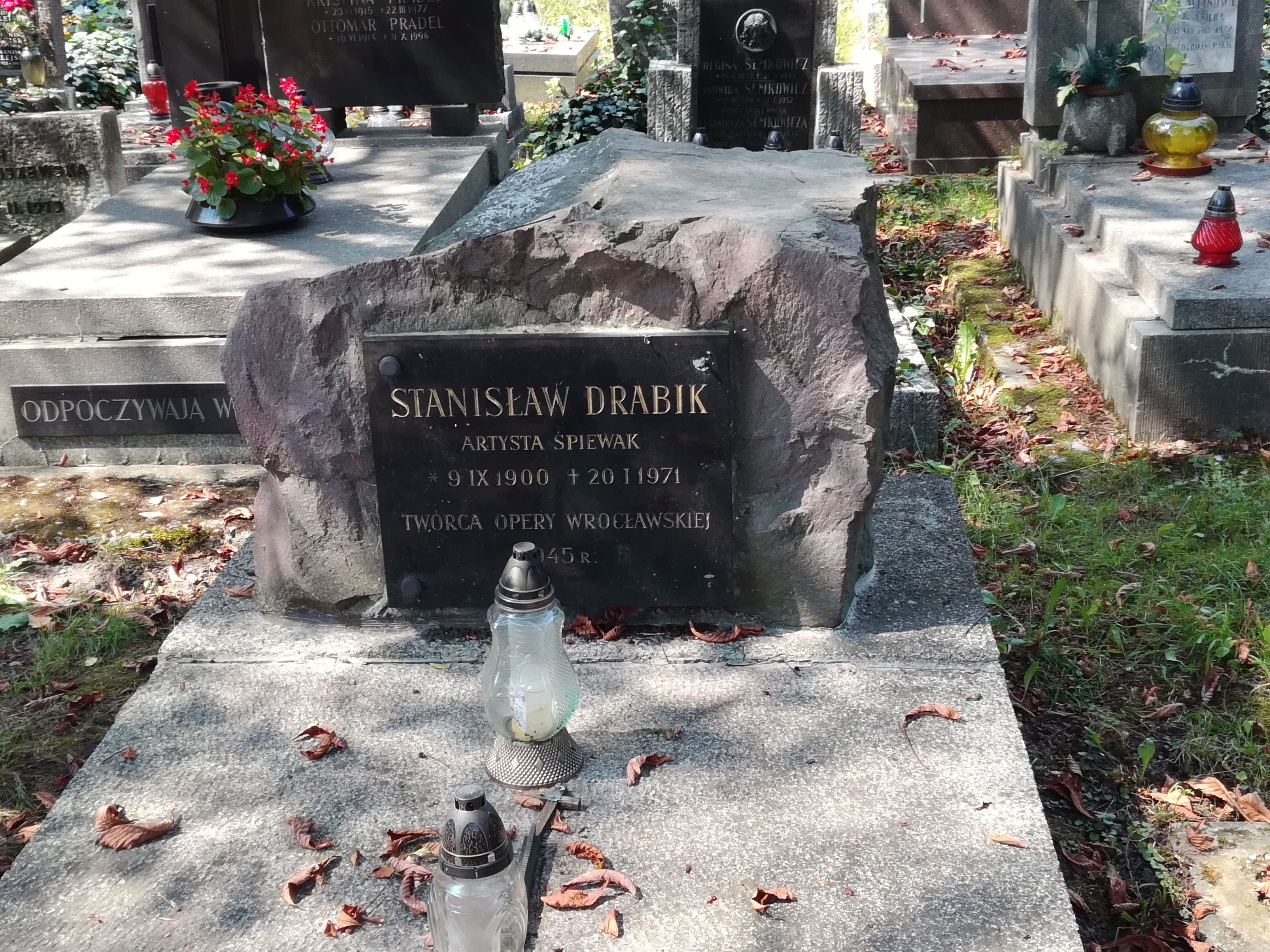
Grób Stanisława Drabika na cmentarzu Rakowickim

Pochowany na cmentarzu Rakowickim w Krakowie (kwatera GC-wsch-8).

## Ordery i odznaczenia
- Złoty Krzyż Zasługi (dwukrotnie: 11 listopada 1934[3], 19 lipca 1955[4])
- Krzyż Oficerski Orderu Świętego Sawy (Jugosławia)[5]

## Upamiętnienie
Jego imieniem została we Wrocławiu nazwana ulica (dawna niemiecka Opernstrasse) łącząca ulicę Świdnicką z placem Wolności; obecnie już nieistniejąca, po wyburzeniu gmachu dawnej Generalnej Komendantury i przebudowie gmachu Opery Wrocławskiej, wtopiła się ona w Promenadę Staromiejską. Obecnie jego imię nosi ulica   na wrocławskim osiedlu Jagodno.